# Alexandra Mendès
Pour l’article homonyme, voir Mendès (homonymie).
Alexandra Mendès, née le 3 novembre 1963 à Lisbonne, est une agente de communication et femme politique fédérale du Québec. Elle est l'actuelle députée à la Chambre des communes de la circonscription de Brossard—Saint-Lambert, depuis les élections de 2015. Elle avait précédemment été députée de Brossard—La Prairie de 2008 à 2011. Elle est actuellement vice-présidente adjointe des comités pléniers de la Chambre des communes.

## Biographie
Née à Lisbonne au Portugal, Alexandra Mendès sert comme assistante du député Jacques Saada. Elle enseigne aussi à l'École portugaise de Brossard. Durant la course au leadership du Parti libéral du Canada en 2006, elle est l'assistante de Bob Rae au Québec. Elle travaille aussi pendant une quinzaine d'années dans une organisation reliée aux nouveaux arrivants et réfugiés, La Maison internationale de la Rive-Sud.
Élue députée du Parti libéral du Canada à la Chambre des communes dans la circonscription fédérale de Brossard—La Prairie en 2008, elle est initialement donnée défaite, mais un recomptage ordonné par Élections Canada lui donne la victoire.
De novembre 2008 à janvier 2009, elle est porte-parole adjointe du Parti libéral en matière de multiculturalisme, de citoyenneté et d'immigration. De janvier 2009 à mai 2011, elle est porte-parole de son parti pour les questions concernant l'Agence de développement économique du Canada pour les régions du Québec; à partir de septembre, elle ajoute à cette responsabilité celle de porte-parole adjointe concernant les finances.
Elle est défaite par le néo-démocrate Hoang Mai en 2011. Elle se représente cependant aux élections de 2015 dans la nouvelle circonscription de Brossard—Saint-Lambert et parvient à défaire Hoang Mai. Elle est réélue en octobre 2019.
En décembre 2019, Alexandra Mendès est nommée vice-présidente adjointe des comités pléniers de la Chambre des communes.
À l'été 2020, elle effectue un voyage hors du Canada, ce que des médias canadiens critiquent, puisqu'elle a préféré ne pas respecter les recommandations sanitaires des gouvernements du Canada et du Québec.
Elle est réélue lors des élections de 2021 et de 2025. 